# جف گدیس
جف گدیس (به انگلیسی: Jeff Geddis) (زاده ۲۸ ژوئن ۱۹۷۵) بازیگر کانادایی است.
از فیلم‌های معروف او می‌توان به بازی در والنتاین غارنشین اشاره کرد.